# Lev V. Nussberg
 Lev Voldemarovich Nussberg  (russisch Лев Вольдемарович Нусберг; * 1937 in Moskau, Russland) ist ein russischer Künstler, Architekt und Designer. Er gilt als der wichtigste Vertreter der russischen Kinetischen Kunst.

## Leben und Werk
Lev V. Nussberg wurde 1937 in Moskau als Kind eines deutschen Vaters und einer tatarischen Mutter geboren. Er studierte in Moskau Architektur und Design.
Im Jahr 1962 gründete er die Künstlergruppe Dvizhenie („Bewegung“), zu der die anderen kinetischen Künstler Vladimir Akulinin, Boris Diodorov, Vladimir P. Galkin, Francisco A. Infanté, Anatolij Krivcikov, Georgij I. Lopakov, Rimma Sapgir-Janevskaja, Galina Bitt, Pavel Burdukov, Viktor V. Stephanov und Vladimir Scerbakov gehörten. Diese Künstlergruppe änderte permanent ihre Ausdrucksformen auf experimentelle Weise und bestand bis zur Nussbergs Emigration im Jahr 1976. Die Gruppe war bekannt für provokative und nicht systemkonforme Kunstwerke und Aktionen. Staatlicherseits erhielten sie daher keine amtliche Anerkennung als Künstler, sondern lediglich als „Dekorateure“. Sie schuf zahlreiche kinetische Spektakel, Filme, Architektur-Projekte und theoretische Systeme.
Lev Nussbergs Arbeiten waren im Konzept der 4. documenta im Jahr 1968 in Kassel vorgesehen, die Auslieferung der Kunstwerke wurde dann allerdings von den offiziellen sowjetischen Stellen verweigert, so dass sie nur als offizieller Katalogbeitrag auftauchen. Im Jahr 1977 war Nussberg Teilnehmer der documenta 6 in der Abteilung Zeichnung.
Eine von Nussberg erstellte künstlerische Dokumentation seines Lebens sowie von ihm selbstverlegte Werke werden im Archiv der Forschungsstelle Osteuropa an der Universität Bremen aufbewahrt.